# Tiroteo de la sede de YouTube
El tiroteo de la sede de YouTube fue un tiroteo ocurrido el 3 de abril de 2018, justo antes de la 1:00 p. m. PDT, cuando una tiradora fue reportada en la sede de YouTube en San Bruno, California, Estados Unidos. La mujer, Nasim Najafi Aghdam, armada con una pistola, se acercó a un patio al aire libre y abrió fuego sobre los empleados que allí se encontraban a la hora de la comida. Tres personas sufrieron heridas de bala (incluida una que sufrió heridas graves); una persona más resultó herida mientras huía del edificio. La policía informó que la tiradora murió de una herida de bala autoinfligida.
El alguacil del condado de San Mateo y la policía local de San Bruno respondieron a la escena y aconsejaron al público que se mantuviera fuera del área. Múltiples empleados de YouTube publicaron en Twitter y Snapchat para compartir actualizaciones continuas en directo desde el campus.
La policía de San Bruno informó en un comunicado que «la investigación ahora está analizando un sitio web que parece mostrar a la misma mujer quejándose de YouTube por sofocar el tráfico y suprimir vídeos».

## Autora
La autora fue identificada por la policía como la activista vegana y bailarina Nasim Najafi Aghdam (5 de abril de 1979-3 de abril de 2018), quien nació en Urmía, Irán, emigró a los Estados Unidos con su familia en 1996, y fue registrada como bahaí. Tenía 38 años y vivía con su abuela en San Diego. Publicó contenido en Facebook, Instagram, Telegram y YouTube en persa, azerí e inglés. Su contenido la hizo famosa en las redes sociales iraníes y provocó burlas, y extrañeza generalizadas. Ella había protestado previamente contra la matanza de cerdos en los procedimientos de entrenamiento de los Marines de los Estados Unidos.
Se informó que la policía advirtió en múltiples ocasiones a la familia de la autora. La policía interrogó a la autora, pero la liberaron la mañana antes del tiroteo. No está claro si la policía advirtió a YouTube. Ella visitó un campo de tiro el día antes del tiroteo. La policía cree que se sintió motivada por su descontento con las nuevas políticas y procedimientos de censura de los canales de YouTube iniciados desde febrero. Se quejó de YouTube en su sitio web, escribiendo «Youtube filtró mis canales para evitar que obtengan reproducciones», y que desmonetizó la mayoría de sus videos.
El tiroteo fue un raro ejemplo de un incidente de este tipo cometido por una mujer; un estudio del FBI de 2014 informó que mujeres perpetraron solo seis de 160 incidentes de disparos activos en los Estados Unidos entre 2000 y 2013. Aghdam se quitó la vida con una herida de bala autoinfligida, dos días antes de cumplir 39 años.

## Víctimas
El Hospital General de San Francisco y el Centro Médico de la Universidad de Stanford trataron a los heridos en el incidente. Se informaron tres lesionados después del incidente. Las víctimas identificadas fueron un hombre de 36 años en estado crítico, una mujer de 32 años en estado leve y una mujer de 27 años en condición grave pero estable.

## Reacciones
El presidente de los Estados Unidos Donald Trump fue informado sobre el tiroteo y tuiteó «Nuestros pensamientos y oraciones están con todos los involucrados. Gracias a nuestros fenomenales oficiales de aplicación de la ley y los primeros respondedores que están actualmente en la escena». Otros políticos notables que tuitearon sus condolencias incluyen al vicepresidente Mike Pence, la líder de la minoría de la Cámara de Representantes de los Estados Unidos Nancy Pelosi y la senadora Dianne Feinstein.
Los directores generales de YouTube, Google, Apple y Amazon ofrecieron sus condolencias.